# Biliphyta
Biliphyta es un grupo de algas que se caracteriza por contener ficobilisomas. Está conformado por dos divisiones:
- Rhodophyta, de las algas rojas.
- Glaucophyta, microalgas verdes biflageladas.

Inicialmente, Cavalier-Smith sugirió en 1981 que se trataría de un reino pero luego lo considera un subreino dentro la clasificación de las plantas.
La unidad de este grupo fue confirmada posteriormente sobre la base de estudios filogenómicos sobre las proteínas transferidas desde el cloroplasto al núcleo celular y a secuencias de genes de los cloroplastos, por lo que su nivel taxonómico podría estar validado. Sin embargo, diversos análisis filogenéticos denotan que la monofilia de este grupo no está consensuada.